# غلام رضا أنصاري
غلام رضا أنصاري ( (بالفارسية: غلامرضا انصاری) من مواليد 24 أكتوبر 1956)  هو سياسي إيراني. انتخب عضوا في مجلس مدينة طهران في عام 2013 الانتخابات المحلية . وأيضًا سفير سابق لجمهورية إيران الإسلامية لدى تركمانستان، وهو المنصب الذي شغله في الفترة من يونيو 2005 إلى سبتمبر 2008.